# Dactyladenia gilletii
Dactyladenia gilletii är en tvåhjärtbladig växtart som först beskrevs av De Wild., och fick sitt nu gällande namn av Ghillean `Iain' Tolmie Prance och Frank White. Dactyladenia gilletii ingår i släktet Dactyladenia och familjen Chrysobalanaceae. Inga underarter finns listade i Catalogue of Life.